# Henry Bradshaw (bibliothécaire)
Henry Bradshaw, né le 2 février 1831 à Londres et mort le 10 février 1886 à Cambridge, est un érudit et bibliothécaire britannique. 

## Biographie
Henry Bradshaw est le fils d'un banquier Joseph Hoare Bradshaw. Il est élève à Eton puis étudie au King's College de Cambridge'. Après un bref passage de 1854 à 1856 en tant que professeur assistant au St Columba's College de Dublin, il obtient un poste à la bibliothèque de l'université de Cambridge.

### Travail de bibliographe
Bradshaw démissionne de ses fonctions de bibliothécaire car il trouve que ses fonctions administratives lui prennent trop de temps. Cependant il continue à se consacrer à l'étude des manuscrits et des premiers textes imprimés. À cette époque, la bibliothèque n'avait pas dressé de catalogue complet de ces sections et Bradshaw monte très tôt des qualités hors norme pour les recherches minutieuse en respectant les vieux livres et les vieux manuscrits. 

### Textes celtiques et vaudois
Bradshaw découvre des textes en langues celtiques, notamment en 1857 le Livre de Deer, un manuscrit des Évangiles dans la version de la Vulgate qui comporte des chartes gaéliques. Ce texte est publié en 1869. Bradshaw découvre des inscriptions celtiques inspirées du Evangeliorum libri de Juvencus.
Dans la bibliothèque de Cambridge il fait une découverte importante pour la philologie et l'histoire : Samuel Morland l'ambassadeur de Cromwell a rapporté des manuscrits du Piémont contenant les plus anciens écrits de Vaudois. Ils comportent des traductions de la Bible, des traités de religion et des poèmes. Un poème date du début du XIe siècle alors que les autres manuscrits ne sont pas apparus avant le XVe siècle. À partir de cela, Morland a établi une nouvelle théorie de l'ancienneté du mouvement vaudois.

### Simonides et Lydgate
En 1862 Konstantinos Simonides, un faussaire, prétend dans le Guardian qu'il est l'auteur du Codex Sinaiticus, que Constantin von Tischendorf a redécouvert. Henry Bradshaw défend la découverte du Codex par Tischendorf et rejette les accusations de Simonides. Comme Bradshaw est lié à plusieurs chercheurs de l'époque, son soutien à Tischendorf est déterminant pour dénoncer la supercherie de Simonides.
En 1866, il découvre 2 200 vers sur la guerre de Troie provenant du Troy Book de John Lydgate et une Légende des Saints de 40 000 vers. Il attribue par erreur ces poèmes à John Barbour.

## Échanges internationaux
À une époque où les catalogues des bibliothèques étaient peu accessibles, Bradshaw joue un rôle important pour fournir des informations sur le lieu de conservation des manuscrits médiévaux. Ewald Flügel (en), responsable des English Studies à l'université Stanford le surnomme le bibliothécaire des bibliothécaires,.